# Morti nel 2000/Agosto
| Questa pagina contiene informazioni ricavate automaticamente dalle voci biografiche con l'ausilio del template Bio e di un bot. L'aggiornamento è periodico e automatico e ricostruisce completamente la pagina. Se manca una persona in questa lista, sei pregato di non aggiungerla, ma accertati piuttosto che la sua voce biografica contenga il template Bio e che i dati anagrafici siano correttamente compilati. Se il template Bio manca, inseriscilo tu stesso o, in alternativa, metti l'avviso {{tmp\|Bio}} che ne segnala la mancanza. Se i dati riportati sono sbagliati, correggi direttamente la voce biografica; le modifiche saranno visibili in questa lista entro pochi giorni. Per chiarimenti vedi il progetto biografie. La lista contiene solo le 125 persone che sono citate nell'enciclopedia e per le quali è stato implementato correttamente il template Bio. Pagina aggiornata al 10 ago 2025. |

- 1º agosto - Leandro De Nardi, arciere italiano (n. 1948)
- 1º agosto - Giorgio Faldini, schermidore italiano (n. 1912)
- 1º agosto - Steve McCrory, pugile statunitense (n. 1964)
- 1º agosto - Benedetto Pola, pistard italiano (n. 1915)
- 1º agosto - Galina Sergeeva, attrice sovietica (n. 1914)
- 2 agosto - Howie McCarty, cestista statunitense (n. 1919)
- 2 agosto - Madeleine Mourgues, modella francese (n. 1906)
- 2 agosto - Patricia Moyes, scrittrice, drammaturga e sceneggiatrice britannica (n. 1923)
- 3 agosto - Marino Berengo, storico italiano (n. 1928)
- 3 agosto - Mirian Calkalamanidze, lottatore sovietico (n. 1927)
- 3 agosto - Joann Lõssov, cestista sovietico (n. 1921)
- 4 agosto - Marcos Gregorio McGrath, arcivescovo cattolico statunitense (n. 1924)
- 4 agosto - Viktor Abrosimovič Petrov, regista sovietico (n. 1939)
- 4 agosto - Halyna Zubčenko, pittrice ucraina (n. 1929)
- 5 agosto - Ėmin Levonovič Chačaturjan, compositore e direttore d'orchestra sovietico (n. 1930)
- 5 agosto - Tullio Crali, pittore italiano (n. 1910)
- 5 agosto - Alec Guinness, attore britannico (n. 1914)
- 5 agosto - Edgardo Sogno, diplomatico, partigiano e politico italiano (n. 1915)
- 6 agosto - Carlo Barbera, politico italiano (n. 1932)
- 6 agosto - Raúl Carlos Sanguineti, scacchista argentino (n. 1933)
- 7 agosto - Mary Anne MacLeod Trump, filantropa britannica (n. 1912)
- 7 agosto - Georges Matheron, statistico francese (n. 1930)
- 7 agosto - Mona-Lisa Pursiainen, velocista finlandese (n. 1951)
- 8 agosto - Mária Bárány, cestista ungherese (n. 1934)
- 8 agosto - Jess Barker, attore statunitense (n. 1912)
- 8 agosto - Mauro Calligaris, nuotatore italiano (n. 1952)
- 8 agosto - Živorad Jevtić, calciatore jugoslavo (n. 1943)
- 8 agosto - Mario Migliardi, compositore, pianista e direttore d'orchestra italiano (n. 1919)
- 8 agosto - Harry Delbert Thiers, botanico e micologo statunitense (n. 1919)
- 8 agosto - Leo J. Wollemborg, giornalista e scrittore italiano (n. 1912)
- 9 agosto - John Harsanyi, economista ungherese (n. 1920)
- 9 agosto - Vitalij Staruchin, calciatore sovietico (n. 1949)
- 9 agosto - Herb Thomas, pilota automobilistico statunitense (n. 1923)
- 9 agosto - Lewis Wilson, attore statunitense (n. 1920)
- 10 agosto - Suzanne Danco, soprano e mezzosoprano belga (n. 1911)
- 10 agosto - Joan Marsh, attrice statunitense (n. 1913)
- 10 agosto - Tibor Mezőfi, cestista ungherese (n. 1926)
- 10 agosto - Rita Trapanese, pattinatrice artistica su ghiaccio italiana (n. 1951)
- 10 agosto - Livio Zanetti, giornalista italiano (n. 1924)
- 11 agosto - Constantin Zureyq, politologo siriano (n. 1909)
- 12 agosto - Alberto Cabrera, cestista argentino (n. 1945)
- 12 agosto - Jean Carzou, pittore francese (n. 1907)
- 12 agosto - Max Grießer, attore e cantante tedesco (n. 1928)
- 12 agosto - Serge Lebovici, psichiatra e psicoanalista francese (n. 1915)
- 12 agosto - Emilio Mattucci, politico italiano (n. 1920)
- 12 agosto - Loretta Young, attrice statunitense (n. 1913)
- 13 agosto - Nazia Hassan, cantante pakistana (n. 1965)
- 14 agosto - Gina Mattarolo, attrice italiana (n. 1908)
- 14 agosto - John Milford, attore statunitense (n. 1929)
- 15 agosto - Carlo Baccarini, calciatore e allenatore di calcio italiano (n. 1922)
- 15 agosto - Ulla Barding, schermitrice danese (n. 1912)
- 15 agosto - Edward Craven Walker, inventore britannico (n. 1918)
- 15 agosto - James Flynn, schermidore statunitense (n. 1907)
- 15 agosto - Kurt Leuenberger, calciatore svizzero (n. 1933)
- 15 agosto - Eduardo Luján Manera, calciatore e allenatore di calcio argentino (n. 1944)
- 15 agosto - Nicoletta Neri, traduttrice e anglista italiana (n. 1914)
- 15 agosto - Victor Pace, pallanuotista maltese (n. 1907)
- 15 agosto - Lancelot Lionel Ware, avvocato e biochimico inglese (n. 1915)
- 17 agosto - Erich Borchmeyer, velocista tedesco (n. 1905)
- 17 agosto - Franco Donatoni, compositore italiano (n. 1927)
- 17 agosto - Vasilīs Efraimidīs, giornalista e politico greco (n. 1915)
- 17 agosto - Hans Diedrich von Tiesenhausen, militare tedesco (n. 1916)
- 17 agosto - Robert R. Gilruth, ingegnere aeronautico statunitense (n. 1913)
- 18 agosto - Maurice Evans, allenatore di calcio e calciatore inglese (n. 1936)
- 19 agosto - Ernesto Calzavara, poeta e saggista italiano (n. 1907)
- 19 agosto - Luce Fabbri, scrittrice e anarchica italiana (n. 1908)
- 19 agosto - Anselmo Guarraci, politico italiano (n. 1926)
- 19 agosto - Antonio Pugliese, wrestler italiano (n. 1941)
- 19 agosto - Lee Sholem, regista statunitense (n. 1913)
- 20 agosto - Bunny Austin, tennista britannico (n. 1906)
- 20 agosto - Giovanni Gaddoni, calciatore italiano (n. 1914)
- 20 agosto - Mitch Halpern, arbitro di pugilato statunitense (n. 1967)
- 20 agosto - Silvio Francesco, cantante, attore e musicista italiano (n. 1927)
- 21 agosto - Giuseppe Medici, economista e politico italiano (n. 1907)
- 21 agosto - Ercole Rigamonti, ciclista su strada italiano (n. 1913)
- 22 agosto - Dino Caponi, pittore italiano (n. 1920)
- 22 agosto - Giovanni Carozzo, editore italiano (n. 1948)
- 22 agosto - Abülfaz Elçibay, politico azero (n. 1938)
- 22 agosto - Rina Gigli, soprano italiano (n. 1916)
- 22 agosto - Professor Tanaka, wrestler, attore e pugile statunitense (n. 1930)
- 23 agosto - Betty Blue, modella, showgirl e attrice statunitense (n. 1931)
- 23 agosto - Giulio Capiozzo, batterista italiano (n. 1946)
- 23 agosto - Anthony Corallo, mafioso statunitense (n. 1913)
- 23 agosto - Patricia Jones, velocista canadese (n. 1930)
- 23 agosto - Dindo Yogo, cantante della Repubblica Democratica del Congo (n. 1955)
- 23 agosto - Cesario D'Amato, vescovo cattolico italiano (n. 1904)
- 24 agosto - Renato Dionisi, compositore italiano (n. 1910)
- 24 agosto - Andy Hug, karateka e kickboxer svizzero (n. 1964)
- 24 agosto - Bob McPhail, calciatore scozzese (n. 1905)
- 24 agosto - Luigi Miconi, calciatore e allenatore di calcio italiano (n. 1904)
- 24 agosto - Marino Puccini, calciatore italiano (n. 1915)
- 24 agosto - Tatiana Riabouchinska, ballerina e insegnante russa (n. 1917)
- 24 agosto - Armando Sarti, politico italiano (n. 1927)
- 24 agosto - Olav Ulvestad, scacchista statunitense (n. 1912)
- 25 agosto - Carl Barks, fumettista e pittore statunitense (n. 1901)
- 25 agosto - Leo Barnhorst, cestista statunitense (n. 1924)
- 25 agosto - Bernard Becaas, ciclista su strada francese (n. 1955)
- 25 agosto - Frederick C. Bock, aviatore statunitense (n. 1918)
- 25 agosto - Silvano Chiumento, calciatore italiano (n. 1930)
- 25 agosto - Jack Nitzsche, compositore statunitense (n. 1937)
- 25 agosto - Valerij Priёmychov, attore, sceneggiatore e regista sovietico (n. 1943)
- 25 agosto - Ginetta Sagan, attivista e partigiana italiana (n. 1925)
- 25 agosto - Ivan Stambolić, politico serbo (n. 1936)
- 25 agosto - Calvin C. Stoll, giocatore di football americano e allenatore di football americano statunitense (n. 1923)
- 25 agosto - Bona de Pisis de Mandiargues, pittrice e scrittrice italiana (n. 1926)
- 26 agosto - Jim Barrier, sciatore alpino statunitense (n. 1940)
- 26 agosto - Sauro Fracassa, calciatore italiano (n. 1943)
- 26 agosto - Odette Joyeux, attrice e sceneggiatrice francese (n. 1914)
- 26 agosto - Lynden Pindling, politico bahamense (n. 1930)
- 27 agosto - Cesare Sanfilippo, giurista italiano (n. 1911)
- 28 agosto - Knut Holmqvist, tiratore a volo svedese (n. 1918)
- 29 agosto - Rose Hobart, attrice statunitense (n. 1906)
- 29 agosto - Conrad Marca-Relli, artista statunitense (n. 1913)
- 29 agosto - Alessandra Melucco Vaccaro, storica e archeologa italiana (n. 1940)
- 29 agosto - Eugen Rupf, calciatore e allenatore di calcio svizzero (n. 1914)
- 30 agosto - Francisco Dantas, attore lituano (n. 1911)
- 30 agosto - Joseph H. Lewis, regista statunitense (n. 1907)
- 30 agosto - Willie Maddren, allenatore di calcio e calciatore inglese (n. 1951)
- 31 agosto - Jaroslav Dudek, regista cecoslovacco (n. 1932)
- 31 agosto - Lucille Fletcher, scrittrice statunitense (n. 1912)
- 31 agosto - Nodar Gabunia, pianista, compositore e insegnante georgiano (n. 1933)
- 31 agosto - Marco Gerra, pittore italiano (n. 1925)
- 31 agosto - Joan Hartigan, tennista australiana (n. 1912)
- 31 agosto - Patricia Owens, attrice canadese (n. 1925)
- 31 agosto - Yisha'ayahu Schwager, calciatore israeliano (n. 1946)